# Phara Anacharsis
Phara Anacharsis (sinh ngày 17 tháng 12 năm 1983) là một vận động viên người Pháp chuyên vượt rào 400 mét và 400 mét.

## Tiểu sử
Cô được sinh ra ở Fort-de-France. Trong 200 mét, cô đã giành được huy chương đồng tại Jeux de la Francophonie năm 2005, và trong 400 mét huy chương bạc tại Đại hội Thể thao Địa Trung Hải năm 2005. Cô cũng đã tham dự Giải vô địch thế giới thiếu niên năm 2002, Giải vô địch trong nhà châu Âu năm 2005 và Giải vô địch châu Âu năm 2006 mà không lọt vào trận chung kết. Sau đó, cô quay sang vượt rào và giành huy chương vàng tại Đại hội Thể thao Địa Trung Hải năm 2009.
Trong cuộc tiếp sức 4 x 400 mét, cô đã hoàn thành thứ bảy tại Giải vô địch châu Âu năm 2006, và cũng đã tham dự Giải vô địch thế giới 2007 và Thế vận hội Olympic 2008 mà không lọt vào trận chung kết. Tại Thế vận hội Mùa hè 2012, cô là một phần của đội tuyển Pháp đứng thứ 6 trong trận chung kết. Tại giải vô địch châu Âu 2014, cô đã chạy trong nóng nhưng không phải là trận chung kết, khi Pháp giành được vàng.
Trong những chướng ngại vật 400 m, cô đã tham dự Giải vô địch thế giới 2013 nhưng không lọt vào trận chung kết.
Thời gian tốt nhất cá nhân của cô là 23,39 giây trong 200 mét, đạt được vào tháng 8 năm 2007 tại La Chaux-de-Fonds; 51,87 giây trong 400 mét, đạt được vào tháng 6 năm 2008 ở Patras và 55,84 giây trong các chướng ngại vật 400 mét, đạt được vào tháng 6 năm 2016 tại Montreuil.